# Богданов, Алексей Алексеевич (геолог)
Алексе́й Алексе́евич Богда́нов (25 февраля 1907, Сухум — 18 сентября 1971, Москва) — советский учёный-геолог. Доктор геолого-минералогических наук (1945), профессор (1946), заведующий кафедрой исторической и региональной геологии МГУ. Член-корреспондент Германской АН в Берлине (1962). Заслуженный деятель науки РСФСР (1967).

## Биография
Родился 12 (25) февраля 1907 года в городе Сухум, Российская империя.
После окончания средней школы в городе Ярославле поступил на геологоразведочный факультет Московской горной академии.
В 1941 году защитил кандидатскую диссертацию по теме «Тектоника южной окраины Карагандинской области и Чу-Илийских гор».
В 1944 году защитил докторскую диссертацию по теме «Тектоника и нефтеносность Ишимбаевского Приуралья».
С 1936 года сотрудник, с 1946 года профессор, в 1947—1951 годах заведующий кафедрой общей геологии МГРИ.
В 1951—1971 годах заведующий кафедрой исторической и региональной геологии геологического факультета МГУ.
В 1951—1953 годах директор НИИ геологии геологического факультета МГУ.
В 1952—1954 годах проректор Московского университета.
В 1964—1970 годах декан геологического факультета МГУ.
Председатель Ученого совета геологического факультета МГУ (1964—1970).
Скончался 18 сентября 1971 года в Москве, похоронен на Новодевичьем кладбище.

## Семья
- Сыновья: Никита (1931—2003) — геолог; и Алексей (род. 1935) — химик и молекулярный биолог, академик РАН.

## Награды и премии
- 1953 — Орден «Знак Почета»
- 1964 — Орден «Знак Почета»
- 1971 — Орден Трудового Красного Знамени
- Золотая медаль имени Леопольда фон Буха Геологического общества ФРГ.

## Членство в организациях
- 1967 — Почётный доктор Парижского университета (1967).

## Память
В его честь назван минерал богдановит.